# Колосова, Александра Ивановна
Алекса́ндра Ива́новна Ко́лосова (урождённая Григо́рьева; 14 [26] апреля 1834, Москва — 23 октября [4 ноября] 1867, Москва) — русская актриса

.

## Биография
Окончила Московское театральное училище (преподаватели В. И. Живокини и С. П. Соловьёв) в 1852 году и была принята в драматическо-оперную труппу Малого театра, где проработала до конца жизни. В том же году вышла замуж за артиста К. П. Колосова.
Её таланту были подвластны и роли в водевилях, с которых она начинала артистическую деятельность, и серьёзные трагические образы, в которых стала появляться чуть позже, и бытовые характеры. [bookz.ru/authors/avtor-neizvesten-3/theatre_encicl/page-329-theatre_encicl.html Театральная энциклопедия] отмечает: «Наиболее полно талант актрисы раскрылся в пьесах Островского и Мольера». Она стала первой исполнительницей на московских сценах многих ролей. «В 1858 г. отлично сыграла сильную драматическую роль в пьесе „Мать и дочь“ и с этих пор играла в драме с постоянно возраставшим успехом».
Роли: Луиза («Сосед и соседка», водевиль, пер. с франц. Баташева); Лиза («Бедность не порок» Островского, первая исполнительница, 1854); Устинька («Праздничный сон — до обеда» Островского, первая исполнительница, 1857); Марья Антоновна («Ревизор» Гоголя, 1858); принцесса Эболи («Дон Карлос», 1859) и Наташа («Приёмыш» Кугушева, 1859); Раиса («За чем пойдешь, то и найдешь, или Женитьба Бальзаминова», 1863); Краснова («Грех да беда на кого не живет», 1863); Александра Петровна («Тяжёлые дни», 1863); Полина («Доходное место», 1863); Надя («Воспитанница», 1863); Марья Власьевна («Воевода», 1865); Евгения («На бойком месте», 1865, Островского); Лиза («Горе от ума» Грибоедова); Лизетта («Замужество — лучший доктор» Мольера, 1865); Туанетта («Мнимый больной» Мольера, 1866); Клодина («Жорж Данден», 1866); Лизетта («Школа мужей»; 1866); Катарина в комедии «Укрощение строптивой» (1865) и миссис Форд в «Виндзорских проказницах» (1866) Шекспира; Дорина («Тартюф» Мольера, 1867) и мн.др.

О её эстетической направленности на сайте Книги.инфо (недоступная ссылка): 
«Вместе с Садовским, Васильевыми (Васильев 1-й, Васильев 2-й), Бороздиными и Никулиной-Косицкой Колосова стояла за преимущества бытового репертуара (Островский и др.) перед мелодраматическим, иноземным и узко-салонным».
Дочь — Колосова, Прасковья Константиновна, тоже стала актрисой, в Малом театре играла с 1887 по 1907 гг.
Умерла в 1867 году. Похоронена на Ваганьковском кладбище (3 уч.).